# Moorends
Moorends è un paese della contea del South Yorkshire, in Inghilterra. Fa parte della parrocchia civile di Thorne.